# Ngu (họ)
Ngu là một họ của người Trung Quốc (chữ Hán: 虞, Bính âm: Yu). Trong danh sách Bách gia tính họ này xếp thứ 161.

## Người Trung Quốc họ Ngu nổi tiếng
- Ngu Cơ, thê tử của Hạng Vũ
- Ngu Phiên, đại thần nhà Đông Ngô thời Tam Quốc
- Ngu Thế Nam, thư pháp gia thời nhà Đường
- Ngu Doãn Văn, đại thần thời nhà Tống
- Ngu Thư Hân (Esther Yu) là diễn viên, ca sĩ người Trung Quốc